# Военное искусство
Вое́нное иску́сство — теория и практика подготовки и ведения военных (боевых) действий на суше, море и в околоземном пространстве, составная часть военного дела.
Теория военного искусства — составная часть военной науки, исследующая в тесном взаимодействии с другими её отраслями законы, формы и способы ведения вооружённой борьбы в стратегическом, оперативном и тактическом звеньях.

## Состав
Военное искусство включает стратегию, оперативное искусство и тактику, тесно связанные между собой. Основные положения военного искусства выражаются в его принципах, которые являются общими для военных (боевых) действий стратегических, оперативных и тактических масштабов, поскольку в них находят выражение пути практического применения объективных законов войны и вооружённых сил. Состояние военного искусства зависит от уровня развития военного дела в государстве, производства и средств вооруженной борьбы, характера общественного строя государства. На развитие военного искусства оказывают влияние исторические и национальные особенности, географические условия и экономика.
В англосаксонском военном деле понятие оперативное искусство отсутствует.

«Думается, что десант на Малую землю и бои на ней могут служить образцом военного искусства. Мы тщательно подбирали людей, специально готовили их. На Тонком мысу в Геленджике тренировали штурмовые группы, учили их прыгать в воду с пулемётами, взбираться по скалам, бросать гранаты из неудобных положений. Бойцы освоили все виды трофейного оружия, научились метать ножи и бить прикладами, перевязывать раны и останавливать кровь. Запоминали условные сигналы, наловчились с завязанными глазами заряжать диски автоматов, по звуку выстрелов определять, откуда ведется огонь. Без этой выучки дерзкий десант и особенно самая первая ночная схватка были немыслимы — все предстояло делать в темноте, на ощупь.»— Леонид Ильич Брежнев, Малая земля, Издание: в кн.: Брежнев Л. И., «Воспоминания», М.: Политиздат, 1982 год.
В России имперского периода было принято что военное искусство было одной из двух главных отраслей военной науки (науке о войне) и включало в себя:
- теория военного искусства;
  - тактика;
  - стратегия;
- история военного искусства[2];
  - история войн;
  - история военного искусства;
  - история войск;
  - история военных учреждений.

### Стратегия
Военная стратегия — теоретическая и практическая наука о ведении войны, одна из областей военного искусства, высшее его проявление. Охватывает вопросы теории подготовки к войне, её планирование и ведение, исследует закономерности войны.

### Оперативное искусство
Оперативное искусство — теоретическая и практическая наука, составная часть военного искусства, занимает промежуточное положение между тактикой и стратегией. Изучает методы подготовки и ведения совместных и самостоятельных операций (боевых действий) крупными воинскими формированиями — корпусами,  объединениями, армиями, фронтами, группами фронтов, войсками (РВСН, ВВКО).

### Тактика
Тактика (др.-греч. τακτικός «относящийся к построению войск», от τάξις «строй и расположение») — теоретическая и практическая наука, составная часть военного искусства, включающая практику подготовки и ведения боя соединениями (бригада, дивизия, корпус), частями (кораблями) и подразделениями различных видов вооружённых сил, родов войск (сил) и специальных войск на суше, в воздухе и на море и в космосе.

## История военного искусства

### Военное искусство древности
Воины первобытных племен сначала сражались неорганизованной толпой, каждый сражался в одиночку. С появлением государств возникли профессиональные армии и организованные боевые порядки. Так, в Ассирии, Мидии, Вавилоне применялось глубокое построение пехоты, до 100 шеренг. При богатстве страны лошадьми главную часть армии составляла хорошо обученная конница.

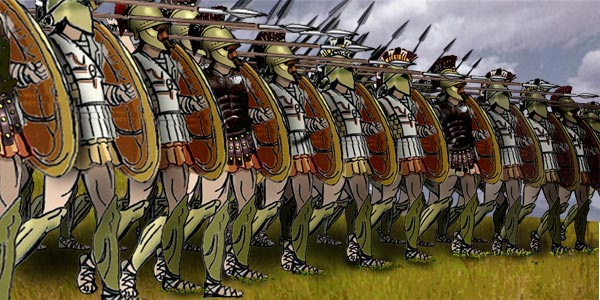
Реконструкция греческой фаланги

В Древней Греции вместе с возникновением городов-государств возник совершенно новый стиль ведения войны. Воинами в случае войны становились все свободные граждане. Главную часть войска составляла тяжелая пехота — гоплиты. Легкая пехота, с более легким вооружением, малым щитом, метательным оружием и без доспехов впервые была введена афинянами на основании опыта боя при Сфактерии, где спартанские гоплиты были побиты лишь метательным оружием афинян, постоянно убегавших от сомкнутой атаки врага. Ификрат, один из предводителей наемных отрядов у афинян, ввел среднюю пехоту — пельтастов, которые могли действовать и в сомкнутом, и в рассыпном строю.
Тактическое искусство греков достигло высокого совершенства в борьбе небольших греческих армий с громадными персидскими полчищами. Армия греков строилась в линии фаланг, по общинам или государствам, причем фланги составлялись из более надежных воинов, а на правом крыле, более почетном и важном в бою, становились войска государства, которому принадлежала гегемония. Бой фаланг (обыкновенно на открытой и ровной местности, чтобы фаланга не разорвалась) сводился к столкновению первых шеренг гоплитов; прочие шеренги хотя принимали участие в бою, но влияния на исход его не имели: у победителя они развивали победу, у побежденного по возможности ограничивали результаты поражения.
Мильтиад в битве при Марафоне воспользовался благоприятными условиями местности, чтобы оказаться сильнее противника в точке удара: так как на узком пространстве между двумя ручьями персы не могли развернуть своего 100-тысячного полчища, то они оказались равными по числу 10 тысячам греков.
Таким же приемом воспользовался впоследствии Леонид в бою при Фермопилах. Ксенофонт в период знаменитого отступления 10 тычяч греков в Малой Азии усовершенствовал фалангу, он разделял её на пересеченной местности, сделав боевой порядок более гибким, удобоприменимым к обстановке.
В сражениях при Левктрах и Мантинее Эпаминонд скрытно переводил лучшие войска на свой левый фланг, которым намеревался наносить удар, строил их глубже, чем у неприятеля и наступал уступами слева.  При этом на остальном фронте фаланга Эпаминонда была гораздо тоньше. Он также создал священную дружину из 300 отборных воинов, которая принимала участие в бою в самую решительную минуту. Такой резерв прежде не существовал.
Филипп Македонский и Александр Македонский усовершенствовали фалангу. В македонском боевом порядке тяжелая пехота составляла центр; правое крыло — средняя пехота, гвардия и македонская конница; левое — легкая пехота и лучшая вспомогательная конница (фессалийская). Легкие войска располагались перед фронтом, а частью — на правом фланге. Иногда часть легкой пехоты и конницы располагалась во второй линии за обоими флангами. Часть войск находилась при обозе и лагере.
Македоняне атаковали уступами справа, тяжелая конница делала пролом в неприятельском боевом порядке, куда устремлялась средняя пехота и разила мечами. Если неприятель сдавал, то легкая конница начинала преследование, а тяжелая конница оставалась как резерв. Преследовали противника не только на поле сражения, но и вне его.
Уступы центра обеспечивали главный удар с фланга, отвлекали на себя противостоявшие силы неприятеля и затем вступали с ними в бой, развивая успех. Если же атакующий правый фланг постигала неудача, то центр сдерживал неприятеля и составлял укрытие, за которым оправлялись потерпевшие войска. Левофланговое крыло и вторая линия обеспечивали фланг и тыл от охвата.
Фаланга древних греков и македонян сохраняла порядок и сомкнутость только на ровной местности, в сражение вводилась вся сразу, и тогда же определялся исход столкновения, продолжить бой и отразить случайности было нечем.
У древних римлян основной боевой единицей был легион, который сначала строился в виде сплошной фаланги в 6 шеренг, но потом было введено построение в 3 линии по манипулам: в первой — 10 манипул гастатов (1200 человек), во второй — 10 манипул принципов (1200 человек), в третьей — 10 манипул триариев (600 человек). Легкая пехота (велиты) располагалась впереди в рассыпном строе, или в интервалах, или составляя задние шеренги манипул. Конница располагалась на флангах.
Легион отличался подвижностью, порядок сохранял легко на всякой местности, позволял вводить в бой столько войск, сколько требовалось. Триарии составляли резерв. Бой начинался велитами; противник сближались, но триарии до последней минуты оставались вне досягаемости метательного оружия. Между тем, фаланга, глубиной всего в 20 шагов, поражалась вся.
Велиты действовали до сближения на 10 шагов, а потом уходили в интервалы; с 10 шагов легионеры бросали пилумы, и затем начиналась сеча. В это время триарии стояли на коленях, прикрываясь щитами, и спокойно выжидали минуту, чтобы развить успех двух линий, или противодействовать прорвавшемуся неприятелю, или же ударяли во фланг и тыл фаланге. Неприятель последовательно сталкивался с тремя свежими линиями.
Но карфагенский полководец Ганнибал сумел парализовать преимущества римского легиона. Он выманивал римлян на равнины, где пользовался превосходством своей конницы. После сражений при Требии и Тразименском озере Ганнибал перевооружил свою армию по римскому образцу, что позволило уменьшить глубину его фаланги вдвое. Наступая уступами из середины, Ганнибал врезался в римские легионы, разделял их и бил по частям. Охватывая с тыла (засада при Требии, манёвром конницы при Каннах), он парализовывал триариев. 

Схема решающего этапа битвы при Каннах(синим обозначены войска Карфагена, красным — Римской республики)

Римляне же под впечатлением понесенных от Ганнибала поражений увеличили глубину манипул до 16 шеренг и сразу вдвигали вторую линию в интервалы первой.
При Марии римская пехота получила однообразное вооружение, стала действовать в рассыпном и сомкнутом строю, а потому уничтожилось подразделение на категории (велитов и прочих). Так как полчища кимвров и тевтонов вторгались через интервалы и одолевали небольшие манипулы, то была принята новая тактическая единица, когорта, более сильная, в 10 шеренг (360—500 человек). Боевой порядок легиона стал состоять из когорт первой линии и когорт второй, становившихся против интервалов первой. Юлий Цезарь применял три линии когорт. В центре ставились худшие легионы, на крыльях — лучшие.
Уменьшив число единиц в легионе (вместо 30 манипул теперь стало 10 когорт), Марий облегчил управление им. Роль резерва (триариев) стала играть отборная преторианская когорта. Тактика сводилась к быстрым и решительным ударам, к которым были так чувствительны варвары. Юлий Цезарь большей частью атаковал своим правым крылом.
Очень часто римляне прибегали к обороне на выгодной позиции за укреплениями. Выждав подхода атакующего и расстроенного преградами противника, римляне бросали пилумы с 10—20 шагов и затем переходили в наступление.
Численность римской конницы увеличилась; она комплектовалась исключительно союзниками и чужеземцами и стала составлять в армии отдельную массу, не входя в состав легионов. В боевом порядке армии конница располагалась обычно на обоих флангах.
Римляне на каждом ночлеге в походе строили укрепленный лагерь. На отдыхе для охранения выставлялись караулы на валах лагеря и высылались днем разъезды, а ночью — особые разведчики (speculatores).
При последних римских императорах наступательный характер легиона утратился и превратился в пассивно-оборонительнный, стали применяться фалангообразные построения. Также стали широко применяться баллисты и катапульты, в конце IV века н.э. при легионе их было 66 (по 11 на 1 000 человек). Количество конницы увеличилось, она становилась решающим родом войск. Не только пехота, но и конница вооружилась луками; впрочем, пехота применяла луки только в бою за укреплениями.

### Военное искусство Средних веков
У древних германцев до VII века преобладающим родом войск была пехота, которая строились толпою, клином. В боевом порядке несколько таких масс располагались в одну линию на широких интервалах, а сзади располагались обозы с семействами, продовольствием и добычею.
Карл Великий, который внес значительное упорядочение в военное искусство того времени, строил боевой порядок в несколько линий. Легкая пехота с луками и стрелами подготовляла бой; тяжелая, в предохранительном снаряжении (из кожи), вела бой копьем и мечом; конница в железных панцирях и шлемах довершала его.
Но с развитием рыцарства пехота стала играть жалкую роль. Рыцарская конница с её тяжелым предохранительным снаряжением, прикрывавшим не только всего рыцаря, но и лошадь, была малоподвижна, почти неспособна к маневрированию. Строились рыцари en haye (забором) — в одной разомкнутой шеренге, имея оруженосцев и конных слуг во второй и третьей шеренгах. Бой обращался в ряд единоборств, военачальнику редко удавалось управлять боем, потому что все рыцари считались равными и заботились лишь о собственной славе. Преследование применялось редко, победу несколько дней праздновали на самом поле сражения. Типичным рыцарским боем является сражение на Моравском поле (1278 г.) Иногда день и место боя назначались по взаимному соглашению обеих сторон.
Византийские полководцы чаще всего не решались принимать сражения в открытом поле и старались основать успех на хитростях и содействии метательных машин. Только у талантливых Нарзеса и Велизария (в сражении при Даре) заметны проблески древнего римского военного искусства.
У арабов преобладала конница. Их боевой порядок включал первую линию, «утро псового лая» (наездники в рассыпном строю, завязывавшие бой), вторую линию, «день помощи», и третью линию, «вечер потрясения», состоявшую из колонн конницы и фаланг пехоты. Отборные дружины «аль-мугаджери» и «аль-ансары» составляли общий резерв; между ними был «санджак-шериф» (знамя пророка). Сзади становился обоз с семействами; иногда женщины принимали участие в бою или побуждали воинов к новой атаке.
Боевой порядок монгольской конницы состоял из авангарда, за которым уступами становились правое и левое крыло с их авангардами, а сзади общий резерв; являлось сочетание уступов, выгодное для наступательного боя и обеспеченное со всех сторон. Монголы старались вовлечь противника во внутрь своего боевого расположения и охватить железным кольцом своих отдельных частей.
Славяне первоначально выступали в поход с ратью из народных ополчений; потом появились княжеские дружины. Победоносные походы Святослава на значительные расстояния отличаются смелостью замысла и тщательностью исполнения; особенным искусством характеризуется его борьба с византийцами под Доростолом.
Значительную часть войск Древней Руси всегда составляла пехота. Боевой порядок делился на 5 частей: сторожевой (передовой) полк, большой полк, полки правой и левой руки и засадный (запасный), составлявший общий резерв. При таком построении русские имели преимущество над татаро-монголами, которые в Куликовской битве не имели резерва; после победы русские преследовали. В отношении стратегического искусства замечательны действия по внутренним линиям Дмитрия Донского в 1380 г. против Мамая, Ягайлы и Олега Рязанского.
Первый сильный удар французскому рыцарству нанесли фламандцы в сражении при Куртре (1302 г.). Цвет французского рыцарства погиб от пик и годендагов фламандских фаланг, «от суконщиков, валяльщиков и других ремесленников, которых все презирали за их невежество, называя «грязными зайцами»».
Слабые стороны рыцарского войска резко выяснились во время Столетней войны, когда французские войска потерпели ряд поражений от англичан при Кресси (1346 г.), при Пуатье (1356 г.) и при Азенкуре (1415 г.). Хотя англичане и уступали французам по качеству конницы, но значительно превосходили достоинствами пехоты, дисциплиной войск и хорошим управлением армии. Английская пехота в совершенстве владела большим луком, стрелы из которого с 200 шагов пробивали панцирь рыцаря или его лошади. В бою лучники сочетались с конницей и тяжелой пехотой. 

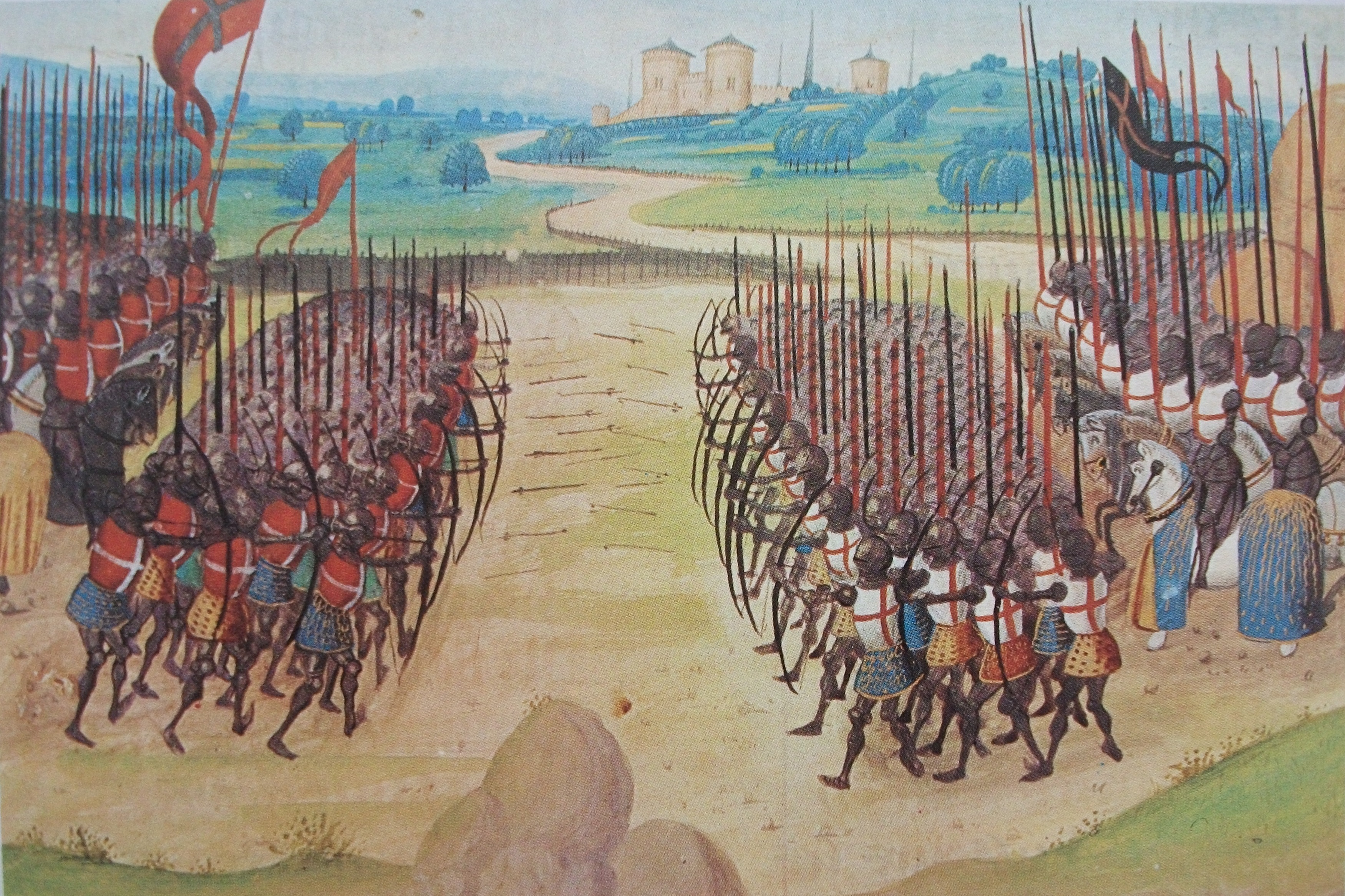
Битва при Азенкуре. Миниатюра XV в.

Под впечатлением этой войны признана была необходимой подготовка метательным оружием успеха удара холодным оружием, лучники с этого времени сделались постоянной частью армии (лучники ордонансовых рот в сражении при Форминьи 1450 г.).
Бедность населения и горная местность Швейцарии не допускали развития конницы, а потому швейцарцы всюду дрались пешими и побеждали конных рыцарей. Сражение при Моргартене (1315 г.) было первою их победою над австрийцами, а затем последовали победы при Лаупене (1339 г.), Земпахе (1386 г.) и Нефельсе (1388 г.). Особенно же прославились швейцарцы в 1476 г. победами над бургундскими армиями Карла Смелого, которые считались в Европе образцовыми по устройству. С этих пор пехота стала в Западной Европе главным родом войск. В швейцарской пехоте ¾ были с алебардами и пиками, имели шлемы и грудные металлические латы, а ¼ с метательным оружием (арбалеты и аркебузы). Форма строя — квадратная, алебардисты  в середине, пикинёры по краям, — для противодействия рыцарской коннице. Дополнением к пехоте служили небольшие части конницы, выставляемые союзным дворянством. В боевом порядке применялось уступное расположение, что позволяло сочетать фланговые и фронтальные удары. При искусном эволюционировании и маневрировании швейцарцы применяли резерв. Впоследствии швейцарцев стали всюду нанимать на службу, и они же послужили образцом для создания пехоты в других странах. 

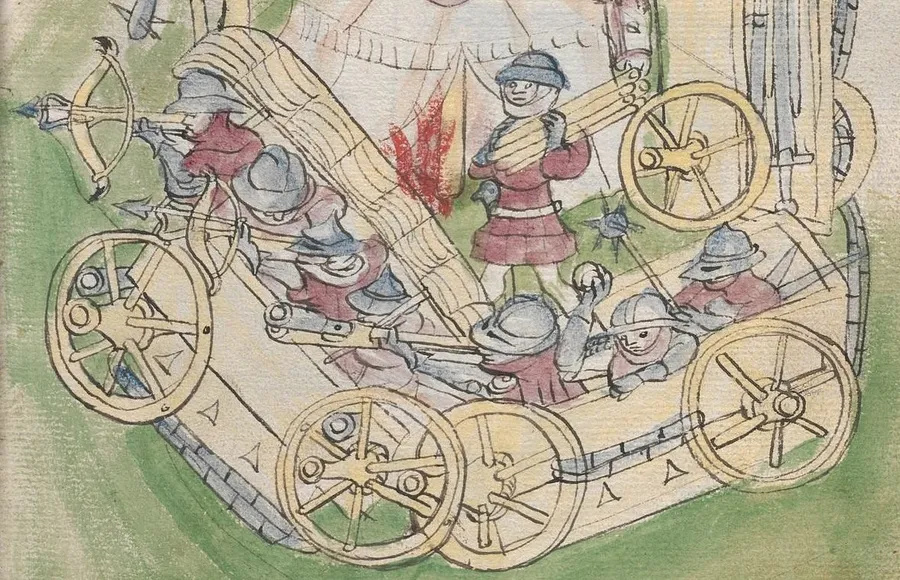
Гуситский вагенбург

Совершенно особенное построение чешской пехоты было применено в гуситских войнах такими талантливыми полководцами, как Ян Жижка, Прокоп Великий и Прокоп Малый. Действуя наступательно, гусситы не могли решаться на бой в открытом поле с противником, превосходившим их опытностью и материальными средствами; поэтому Жижка ввел в боевой порядок обоз — табор (вагенбург). При построении табора лошади выпрягались, оглобли поднимались на заднюю часть переднего воза и прикреплялись цепью. На возах становились воины с цепами, зудлицами (алебардами), а частью с луками и даже с огнестрельным оружием. В проходах стояли частные резервы, сзади — общий резерв; конница — вне табора на флангах. Табор представлял собой лабиринт, известный только гуситам. Попав туда, как в сети, противник не мог выбраться: табориты отрезывали неприятельские отряды и били их резервами и людьми с возов. Если кому удавалось выскочить, то он попадался под удары конницы; а если угрожали этой последней, то возы быстро открывали новые проходы, куда конница и спасалась.
По окончании гуситских войн многие табориты нанимались на службу в Германию, Венгрию, Польшу и их тактическое искусство распространилось за пределы Чехии.
В XIV веке в Европе начали применять огнестрельное оружие; но по несовершенству оно не оказывало существенного влияния на бой в поле, более важное значение оно приобрело при осаде и обороне крепостей.

### Военное искусство раннего Нового времени
С  XV века Западной Европе стала преобладать наемная пехота. Огнестрельное оружие постепенно совершенствовалось.
В зависимости от вооружения, пехота разделялась на легкую, вооруженную аркебузой, замененной потом более совершенным мушкетом (мушкетеры) с вилкой для подставки, и тяжелую с предохранительным снаряжением и с алебардой или длинной пикой (пикинёры). Доля мушкетеров быстро увеличивалась.
Так как заряжание производилось медленно, то для достижения непрерывного огня мушкетеры строились в 10 и более разомкнутых шеренг; смена шеренг делалась посредством контр-марша.
Конница ухудшалась в составе и главную роль на полях сражений уступала пехоте. Глубокие квадратные массы, строившиеся в 16 сомкнутых шеренг, не обладали подвижностью, и потому рядом с тяжелой конницей формировались части (корнеты) легкой, число которой постепенно увеличивалось. Желая использовать огнестрельное оружие, рейтары подъезжали к неприятелю рысью, передняя шеренга производила залп из пистолетов и очищала место для второй, а сама за фронтом заряжала. Только у восточных народов и у славян сохранились стремительные атаки конницы и способность конников действовать в одиночку. Вместе с тем зародилась мысль о применении конницы как в конном, так и в пешем строю, вследствие чего появились карабинеры, конные аркебузеры, драгуны и пр.
Артиллерия совершенствовалась и оказала, например, важное влияние на исход сражений при Равенне, Мариньяно, Павии и других; но всё-таки она была сложна по устройству и  малоподвижна.
Полевые укрепления применялись довольно часто, имели вид сплошных линий без взаимной поддержки частей их.
Для боя армии располагались, иногда по заблаговременно отданным диспозициям, в трех массах (авангард, главные силы и арьергард); каждой из них придавалась кавалерия, соединённая в эскадроны, причём легкая сосредоточивалась преимущественно на флангах. Артиллерия разбрасывалась по одному или по два орудия впереди фронта, не передвигалась и действовала пассивно. Сила армий простиралась до 20—30 тыс. человек.
В стратегическом искусстве не было ясно сознанного общего плана и единства в действиях; целями были преимущественно большие города, манившие богатой добычей. Войны отличались продолжительностью, но не давали решительных политических результатов.
Шведский король Густав-Адольф, один из великих полководцев, был не только практиком военного дела, но обладал также обширной теоретической подготовкой. Хотя он не создал ничего нового, но ввел многое из того, что до него проявлялось в виде отдельных фактов, и дал сильный толчок развитию военного дела вообще.
В Швеции существовала система поселенных войск; поэтому в Тридцатилетнюю войну Густав-Адольф имел вполне национальную, отлично дисциплинированную армию, с помощью которой он одерживал победы над наемниками противника. Однако шведская армия едва достигала 30 тыс. человек, что было недостаточно для выполнения обширных замыслов короля, а потому он прибегнул к вербовке наемников в Германии, Англии и Франции.
В пехоте Густав-Адольф отменил вилку для мушкета, который, кроме того, облегчил, уменьшив калибр, ввел бумажные патроны, носившиеся сзади в кожаных сумках, укоротил пики, увеличил число алебардистов, вообще облегчил пехоту, сделал её более подвижною и строил только в 6 шеренг, что потом было принято во всей Европе. Однако, в сражении при Брейтенфельде, вследствие недостатка места, он не задумался построить её в 12 шеренг.
Основной единицей служил четырёхротный батальон. Мушкетеры в начале боя вызывались вперед, становились в одну линию впереди пикинёров, перестраивались в 3 шеренги и при случае могли стрелять все сразу: первая шеренга с колена, вторая немного нагибалась вперед, а третья — стоя. Атаку мушкетеры поддерживали огнем и охватывали неприятеля. Вообще, Густав-Адольф широко пользовался огнем, и вследствие этого подготовительный период боя удлинился.
Конница строилась в 3 или 4 шеренги (при Брейтенфельде в 6 шеренги) в линию эскадронов, а для придачи устойчивости между эскадронами ставились мушкетерские взводы. Вооружение и снаряжение кавалерии  Густав-Адольф облегчил и разрешал первой шеренге давать только один залп для прорыва строя противника, а затем вся кавалерия должна была бросаться в атаку.
В артиллерии  Густав-Адольф принял на вооружение картечь; ввел полковые орудия, которые сопровождали войска во всех передвижениях; тяжелые орудия располагал сосредоточенно на выгоднейших местах, преимущественно в трех батареях — в центре и на флангах; ввел артиллерийский резерв. Все эти реформы доставили решительное преимущество над артиллерией неприятеля.
Обычно армия Густав-Адольфа строилась в две линии, каждая из двух крыльев и центра. Правое и левое крыло второй линии составляли резервы соответствующих крыльев, а центр второй линии — резерв главных сил. Таким образом, он положил начало развившейся впоследствии линейной тактике. Бой он вел параллельными фронтальными атаками, но иногда прибегал к обходам и охватам, например, под Деммином.
В XVI веке сражения решались атакой пикинёров; в XVII, особенно со времени Густава-Адольфа, огнестрельный бой получил значительное развитие, производство решительной атаки перешло к кавалерии. Схватки пикинёров стали редки, о них упоминалось, как о признаке чрезвычайно упорного боя.
Успехи Густава-Адольфа поразили современников, которые последовали его примеру. Произошла революция в военном деле.
В 1640 г. был изобретен штык, а затем мушкет заменили более легким ружьем с кремнёвым замком; вследствие этого к концу XVII века разделение пехоты на мушкетер и пикинёр уничтожилось, пехота сделалась однородной. Отборные люди в пехоте назначались при осаде крепостей для метания ручных гранат (гренадеры); но потом сформировали целые роты и даже полки гренадер, таким образом, они превратились в отборные части линейной пехоты.
Тактическую единицу составлял батальон в 500—800 человек. Так как главную силу пехоты полагали в огне, а штык считали заменяющим пику, то есть нужным лишь при обороне, то строй батальона постепенно делался тоньше, превратился в развернутый четырёхшереножный, а затем, для развития наибольшей силы огня, даже в трёхшероножный. Конечно, такой тонкий строй не обещал успеха при ударе, да и движение его было затруднительно. Однако, в русcкой армии при Петре I штык с успехом применялся при атаке.
Даже такие искусные «дрессировщики», как в Пруссии принц Леопольд Ангальт-Дессауский, не могли добиться стройности движения пехоты, пока принц Мориц Саксонский не ввел мерного шага и ходьбы в ногу; при этом скорость всё-таки не превосходила 75 шагов в минуту.
Против кавалерии пехота строила иногда каре, а против турок нередко целые армии становились в каре и окружали себя рогатками. В русской армии они применялись до 1768 г., когда их упразднил Румянцев. В каре приходилось не только стоять, но и совершать марши. Затем Миних в сражении при Ставучанах (1739 г.) построил три каре, Румянцев при Кагуле (1770 г.), а Суворов, например, под Туртукаем (1773 г.), строили уже ротные каре. Такое изменение благоприятно отразилось на гибкости и подвижности боевого порядка. Колонны в пехоте применялись только для походных движений. 

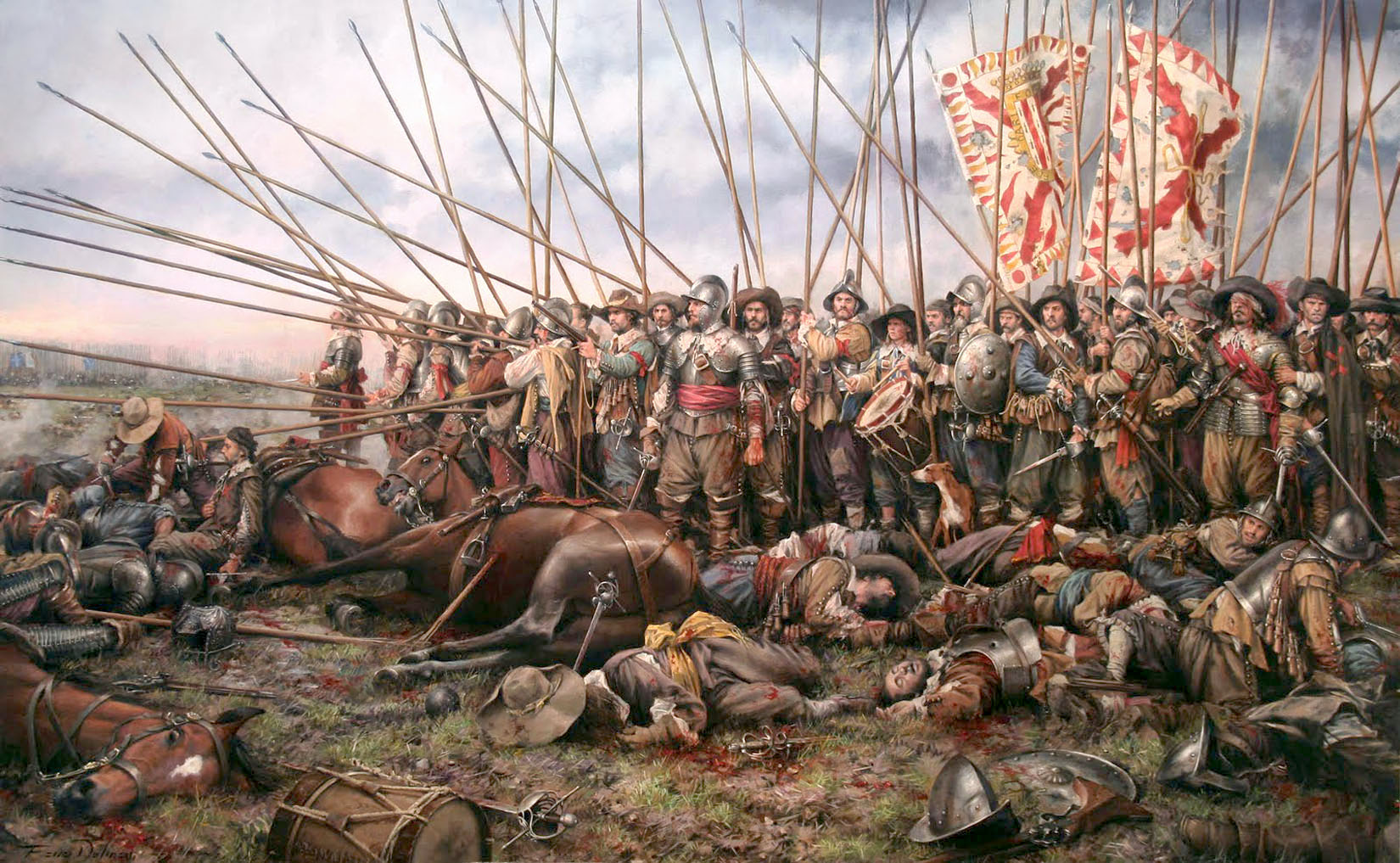
Аугусто Феррер-Дальмау Последняя терция (испанская пехота в сражении при Рокруа)

Кавалерия была трех родов: тяжелая (кирасиры), средняя (драгуны, карабинеры, шеволежеры) и легкая (гусары, кроаты, у русских казаки). Главное назначение конницы полагали в огнестрельном действии с коня, а не в ударе; поэтому неудивительно, что она не имела решающего влияния на исход сражений. Аллюр — шаг; даже атаковали рысью. Строй кавалерии был трёхшереножной, причём третья шеренга назначалась для рассыпного действия и действия на фланги. Искусство кавалерии в эволюциях и маневрировании было мало развито. Блестящие действия французской конницы в сражении при Рокруа в 1643 г., под командованием Конде, составляют исключение для этой эпохи. При этом английская кавалерия Кромвеля производила стремительные атаки холодным оружием, играла в бою вполне самостоятельную роль и часто служила главной причиною успеха. Точно также пылкий характер Карла XII побуждал шведскую конницу бросаться в атаку с саблею наголо во всю прыть коней; он воспретил употребление огнестрельного оружия в конном строю. Пётр I также требовал, чтобы драгуны действовали в конном строю исключительно холодным оружием и атаковали подобно отважной шведской коннице. Русской коннице была присуща способность к стратегической деятельности на театре войны (знаменитые корволанты, доходившие до 10 тыс. человек, например, в битве при Калише).
До конца XVII века артиллерия, хотя её техника сделала немалый шаг вперед, не составляла ещё рода войск, а была, так сказать, артиллерийским цехом; даже перевозилась она на наемных лошадях; в общем она играла менее важную роль, чем у Густава-Адольфа. Наибольших успехов она достигла во Франции под управлением Вальера (1732 г.); организация была приведена в порядок, было установлено разделение на полевую и осадную. Искусным употреблением артиллерии отличался Евгений Савойский, например, в сражении при Мальплаке (1709 г.). Пётр I под Нарвой в 1700 г. потерял свою старую разнокалиберную артиллерию и при заведении новой ввел много усовершенствований. Он установил однообразные калибры, разделил артиллерию на полковую, осадную и гарнизонную или крепостную, положил начало конной артиллерии, которая впервые была употреблена в бою при Гумельсгофе в 1702 г.; однако, и русская артиллерия отличалась малой подвижностью.
Боевой порядок был основан на стремлении к сильному развитию огня и строгому сохранению механического порядка, так как при малой подвижности и неповоротливости строев того времени разрыв фронта был крайне опасен. Поэтому пехота строилась в две линии развернутых батальонов, на дистанции 300—400 шагов, причём вторая линия назначалась для заполнения разрывов первой. Подобный сплошной боевой порядок был следствием склонности вербованных солдат к дезертирству, командиры желали иметь их всегда перед глазами.
Конница становилась на флангах, для защиты слабых точек длинной линии, и не могла далеко уходить.
Легкие орудия при обороне располагались в 100 шагов впереди пехоты, а с приближением неприятеля уходили в интервалы между батальонами, продолжая стрельбу картечью; при наступлении они сопровождали батальоны в интервалах первой линии, причём орудия тащили на лямках. Тяжелые орудия соединялись в батарею на выгодной позиции.
Общего резерва не было, если не считать нескольких эскадронов кирасир и драгун, располагавшихся за серединой второй линии. Только у Тюренна и некоторых других талантливых полководцев бывала в резерве и пехота. Пётр I под Полтавой имел значительный общий резерв.
Вследствие принятия такого боевого порядка избегали выбирать для боя пересеченную местность, чтобы не расстроить порядка; боя за местные предметы почти не существовало; обороняющийся старался занимать позицию за преградой и упирать фланги в недоступные места: реки, леса.
Непрерывные линии укреплений получили особое значение и на заранее намеченных позициях иногда тянулись на десятки километров, например, знаменитые Вейсенбургские и Дененские укрепленные линии. Вера в них настолько укрепилась, что на атаку их решались лишь немногие талантливые полководцы, например, Виллар в битве при Денене. Пётр I под Полтавой первый принял отдельные редуты, притом не только с целью обороны, но и как наступательную позицию. Мориц Саксонский назвал эту мысль гениальной и сам применил отдельные редуты в сражении при Фонтенуа в 1745 г.
Преследования не было; напротив, говорили, что надо устраивать «золотой мост» отступающему неприятелю. Только Петр I преследовал после Полтавской победы да и то не вполне правильно, вследствие чего хотя и взял в плен шведскую армию, но упустил самого Карла XII, за что и поплатился ещё 12 годами войны.
Если война велась на нескольких театрах, то общего главнокомандующего не было, зато на одном театре бывало два главнокомандующих двух союзных армий (например, в войне за испанское наследство: Евгений Савойский и Мальборо). Это не считалось несообразностью, высшие учреждения в столицах — например, в Австрии гофкригсрат, во Франции военное министерство — руководили военными действиями во всех подробностях; отсюда произошло название «кабинетные войны». Лишь такие выдающиеся личности, как Евгений Савойский и Монтекукули, решались иногда отступать от указаний гофкригсрата. Ничего этого не было в России, где Пётр I сам являлся главнокомандующим.
Довольствовали войска исключительно из магазинов (складов), — система, выработанная французскими военными министрами Летелье и особенно его сыном Лувуа, прозванным великим кормильцем, и с 1689 г. (после опустошения Пфальца) принятая во всей Западной Европе. Система эта имела следствием чрезмерное развитие обозов, медлительность движения армий, чувствительность их сообщений; все решения полководца сковывались продовольственными соображениями. Хотя Петр I также устраивал магазины в тылу и держал месячный запас при войсках, но он пользовался и местными средствами страны, вследствие чего вопрос продовольствия не связывал его.
В Западной Европе при сильных 100-тысячных армиях цели операций были ничтожными: захват неприятельского магазина, крепости, самое большее пограничной области (иногда для того, чтобы воспользоваться фуражом). Верхом искусства считалось выйти на сообщения противника, не открывая своих, и тем заставить его отступить без боя. Цель была не столько бить противника, сколько прикрыть свои сообщения и не рисковать вербованными войсками, которые стоили дорого. Петр I хотя прибегал к «сему зело опасному делу» (т.е. бою) осмотрительно, тщательно его подготовив, но всё-таки считал его необходимым решительным средством для достижения цели (Полтава). Так смотрели на бой и другие талантливые полководцы. Евгений Савойский в знаменательном походе 1706 г. в Италию не стал осаждать крепостей, а разбил французскую армию под Турином и овладел всей страной; однако, и он в других своих кампаниях действовал в духе века.
Ход кампании того времени обыкновенно был таков. Наступающий тщательно устраивал себе базу и осторожно подвигался всею армией в совокупности к предмету действий, большею частью к крепости. Обороняющийся, прикрываясь оборонительно линией (естественной или непрерывной укрепленной линией), старался преградить путь неприятелю, причём разбрасывал свои силы (кордонная стратегия). Такое слабое расположение спасала лишь установившаяся вера в могущество оборонительных линий, которые наступающий редко решался прорвать, но пытался отвлечь внимание обороняющегося в сторону или действовать на сообщения. Пётр I всегда предпочитал наступать, предметом действий избирал неприятельскую армию, свои войска сосредоточивал и располагал сообразно с обстоятельствами.
Когда наступающий приступал к осаде крепостей, то выдвигал обсервационный корпус на укрепленной позиции или в укрепленном лагере для прикрытия осады. Людовик XIV сам любил участвовать в осадах, чтобы прославляться при безопасной обстановке. Вобан, совершивший целый переворот в инженерном искусстве, превосходно вел атаку крепостей; атака получила решительный перевес над обороною, причём Вобан был «щедр на пот и скуп на кровь». Обороняющийся, манёврами армии, не прибегая к сражению, старался заставить снять осаду. Активная оборона встречалась в виде исключения, например, у Тюренна и Виллара. Пётр I всегда вел оборону активно.
Взяв одну крепость, наступающий приступал к осаде другой; при неудаче он отступал за ближайшую оборонительную линию, а обороняющийся начинал осаду неприятельских крепостей. На зиму, как бы по взаимному соглашению, обе стороны расходились на зимние квартиры; продолжалась лишь малая война. Таким образом, войны тянулись годами без решительных результатов.
До Фридриха II прусcкая конница была очень плоха; король особенно внимательно занялся её переустройство и довел до блестящего состояния. От офицеров безусловно требовалось, чтобы они всегда атаковали противника первыми и никогда не допускали неприятеля атаковать себя. Атака производилась постепенная; галоп с значительного расстояния, а с 200 шагов — полный карьер; всегда требовалась сомкнутость. Стрельба допускалась только вдогонку по убегающему и при отступлении, с целью задержать наседающего врага. В пешем строю вся конница должна была уметь действовать, как пехота. Способность к пешему бою позволяла бивакировать в виду неприятеля или располагаться по деревням, что содействовало сбережению конницы.
Хотя австрийская конница, по составу, имела отличные задатки, однако, она отличалась малой подвижностью. Французская конница отличалась большей подвижностью, зато была плохо обучена. В России в то время уклонились от заветов Петра I и появилось в коннице увлечение стрельбой. Своим усовершенствование русская конница обязана, главным образом, Румянцеву: он запретил стрельбу с коня, требовал стремительно атаки холодным оружием. Суворов, воспитывая конницу,  умел вселить в неё такой дух, что она не знала преград: била страшную для всех турецкую конницу, била и пехоту, под Рымником успешно атаковала в конном строю укрепления, а под Измаилом донские казаки ходили на приступ. Вообще, казаки доставляли превосходную легкую конницу; действия лавою производили сильное впечатление на неприятеля.
Легкая пехота была в небольшом числе у австрийцев — пандуры, кроаты и др. из Венгрии и южнославянских земель. Они действовали врассыпную и причиняли немало беспокойства Фридриху II в гористых местах. Тогда и Фридрих II сформировал из пруссаков (лесничих, охотников и т. п.) егерей, хорошую легкую пехоту, однако, уступавшую австрийской. В России также были егеря; начало им положил Румянцев в 1761 г. под Кольбергом.
Фридрих II не сводил войск в крупные тактические и стратегические соединения, но предпочитал назначать начальников линий в боевом порядке или начальников его частей (крылья, центр, конница). Высшее управление войной, конечно, сосредоточивалось в руках короля, тогда как в других государствах ещё господствовала «кабинетная система».
На основании собранных сведений Фридрихом II выбирался пункт атаки — всегда фланг, поскольку по свойствам линейной тактики (тонкое построение и отсутствие резерва) фланг являлся слабым местом боевого порядка, а фронт его был силен, так как располагался на крепкой позиции и обыкновенно за труднодоступной преградой (позиционная система). Походные колонны в 1—2 тыс. шагов от неприятельской позиции делали захождение к стороне фланга, намеченного для атаки, продвигались параллельно позиции и затем заходили плечом так, чтобы занять косвенное положение относительно фланга, после чего выстраивали двухлинейный боевой порядок. Для уменьшения опасности такого флангового перемещения Фридрих II совершал его за высотами, прикрывал частью конницы, совершал демонстрационные движения. Впрочем, он не опасался противника, так как австрийцы, его главный противник были крайне пассивны и не желали покидать крепкие позиции. Дерзкие движения сходили Фридриху всегда благополучно, а сам он под Росбахом наказал французов внезапной атакой за воспроизведение его манёвра. 

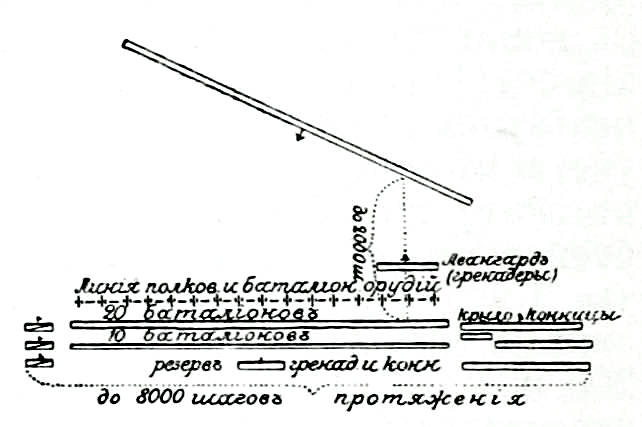
Боевой порядок Фридриха II

Выстроив боевой порядок, приступали к подготовке атаки арт. огнем, но по малой его действенности занимались этим недолго, а начинали наступление уступами с фланга, причём передовой (ударный) уступ состоял из авангарда, конного крыла и нескольких батальонов первой линии, всего 6—10 батальонов и 40—60 эскадронов лучших войск. Так, Фридрих II, подобно Эпаминонду и Александру Македонскому, осуществлял принцип сосредоточения в решающую минуту на решающем пункте превосходящих сил. Остальная пехота без выстрела наступала до 400 шагов уступами по одному или по два батальона в каждом. Получался косвенный боевой порядок, фронт противопоставлялся слабому флангу противника.
С началом движения пехоты конница стремилась выиграть фланг и тыл неприятельской армии, что всегда сопровождалось столкновением с конницей противника. Фронтальному удару первой линии содействовал фланговый удар гусар, которые, пользуясь большей подвижностью, выдвигались уступом вперед от первой линии и кидались в атаку в косвенном направлении ко всему неприятельскому боевому порядку. Когда первая и вторая линии неприятеля были сбиты, первая шеренга первой линии должна была вместе с гусарами преследовать неприятеля, а за ними в 200 шагах должны были следовать сомкнутые части.
К этому времени успевали подойти и пехотные уступы. С 400 шагов они двигались вперед со стрельбою, залпами повзводно против конницы и побатальонно против пехоты. Для этого стреляющая часть выдвигалась ускоренно на несколько шагов вперед, приостанавливалась и давала залп. С 50 шагов с криком «ура» бросались в штыки. Позднее была введена пальба рядами: звенья по 5—6 рядов выбегали поочередно вперед и давали залп. Пруссаки забрасывали противника массою свинца, и он сдавал, редко доводя дело до штыковой свалки. На самом деле огонь был слаб; Фридрих II не верил в его силу и заставлял стрелять только для того, чтобы занять пехоту во время атаки и заглушить чувство самосохранения. Успех зависел скорее от одновременного появления в тылу конницы, угрожавшей путям отступления и производившей потрясающее действие.
Когда пехота неприятеля обращалась в бегство, драгуны и гусары обскакивали её и требовали сдачи, в противном случае рубили и расстреливали бегущих. Преследование вели недалеко — совершенный разгром противника был не в характере войны XVIII века, да и конница чрезвычайно утомлялась во время боя; на ней лежала вся его тяжесть. Фридрих II собирал её в массы (под Гохкирхеном — 108 эскадронов) и поручал таким выдающимся кавалерийским генералам, как Зейдлиц, Цитен, Дризен.
Для Фридриха армия противника являлась главным предметом действий, но не менее важными он считал и сообщения, если не имел шансов для успеха в бою. Часто он умел в высшей степени искусно соединять стремление к тому и другому. В сражениях, пользуясь косвенным боевым порядком, он прибегал к тактическому обходу, которому неприятель не успевал противодействовать, как вследствие неспособности к маневрированию (построение боевого порядка армии свыше 50 тыс. человек требовало 24 часа), так и в силу слепой веры в систему позиционной войны и в могущество огня. Если фланги позиции оказывались сильными или недоступными, то Фридрих прибегал к стратегическому обходу. Впоследствии, когда силы его истощились, состав армий стал хуже, он действовал иначе: не избегал боя, но предпочитал преимущественно действия на сообщения, а иногда сам занимал сильные и укрепленные позиции, с целью вынудить врага атаковать.
Успехи Фридриха Великого упрочили за ним среди современников славу величайшего полководца и вызвали повсюду слепое подражание прусской армии. В Россию при Петре III тоже было проникло подражание пруссакам, но при Екатерине II русское военное искусство, снова двинулось по самостоятельному пути. Оно, хотя пользовались теми же западноевропейскими формами линейной тактики, но вносили в свои действия дух тактики глубокой. Высоким образцом может служить Ларго-Кагульская операция Румянцева в 1770 г. Затем стали меняться и формы: у русских появляются стрелки, колонны. Общая картина побед Суворова в 1773 г. под Туртукаем, Гирсовом, в 1774 г. под Козлуджей, в 1787 г. под Кинбурном, в 1789 г. под Фокшанами и Рымником, в 1790 г. под Измаилом, в 1794 г. в польскую войну и при штурме Праги, так самобытна, что не может быть подведена под западноевропейские шаблоны.

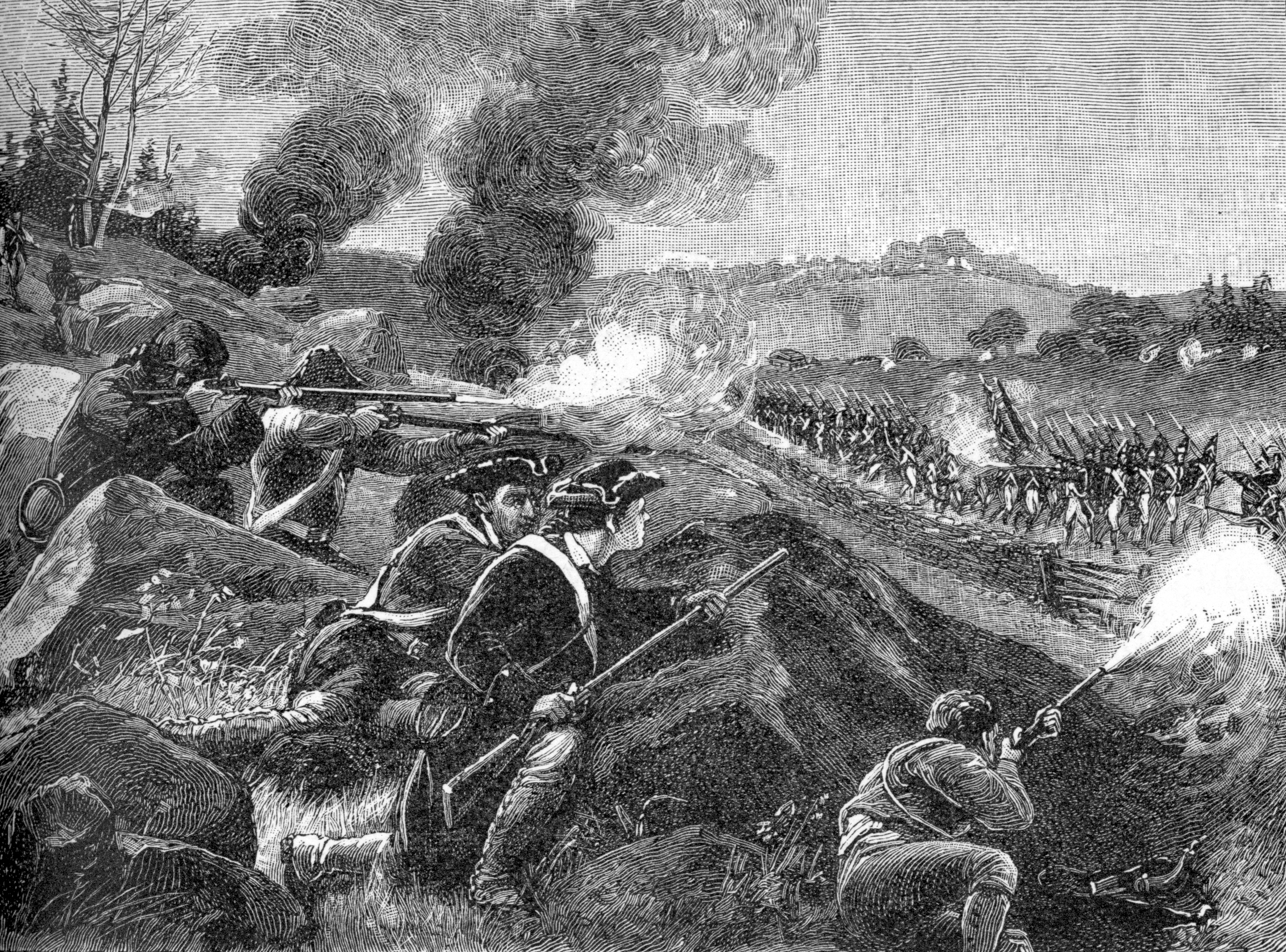
Бой при Лексингтоне (гравюра 1885 г.)

В 1775 г. началась война за независимость США. Американцы, закаленные в борьбе с индейцами и дикими зверями, прекрасные стрелки, восторжествовали над регулярными войсками британцев. Особенно поразил всех небольшой, но многозначительный бой при Лексингтоне и Конкорде 19 апреля 1775 г., в результате которого американские ополченцы смогли победить значительный отряд британских войск, используя тактику меткой стрельбы из-за деревьев, кустов, изгородей и земляных валов. Если британцы бросались в сомкнутом строю в ту или другую сторону, то ополченцы отступали, чтобы снова начать обстрел британцев, как только они начнут движение. Многие европейские участники  этой войны (Лафайет, Рошамбо, Костюшко и др.) принесли в Европу сведения о тактике американцев.

### Военное искусство XIX века
После Великой французской революции  и начала в 1792 г. войны первой коалиции была создана французская революционная армия, основанная на новых принципах. Была введена всеобщая воинская повинность, что дало источник для комплектования невиданной до того вооруженной силы, уже в 1793 г. составившей более 1,2 млн человек. Также вместо магазинной системы снабжения продовольствием была введена реквизиция  всего, что нужно для войск. От этого сократились обозы и повысилась подвижность армии.
Французские республиканцы, застигнутые врасплох вторжением неприятеля, не могли успеть усвоить себе линейную тактику; они не могли давать стройных залпов и маневрировать в длинных развернутых линиях. Поэтому французская пехота рассыпалась в цепь (удобнее стрелять поодиночке и когда кто хочет), частью же оставалась, вместе с конницей, позади, в виде резерва, в глубоких сомкнутых колоннах, в которых маневрировать легче. Стрелки прикрывались местностью, поражали длинные развернутые линии врага, а сами мало терпели от его залпов. Когда замечалось расстройство и колебание неприятеля, резерв, предшествуемый густою цепью стрелков и артиллериею, устремлялся для удара холодным оружием и с успехом опрокидывал тонкую линию неприятеля. Неожиданность такого боевого порядка, постоянное превосходство французов в численности, нравственное их воодушевление доставляли первое время успех над пруссаками и австрийцами. Теперь солдату вполне доверяли, могли его в одиночку пустить в леса и горы, словом, с выгодою могли перенести бой на пересеченную местность.
Но вскоре обнаружились недостатки этого построения. Одержавшая успех рассыпанная линия сама приходила в беспорядок и если при преследовании встречала стройную часть, то французов обращали в бегство. Тогда французские генералы ввели поправки в боевой порядок. В каждом батальоне рассылалась только его часть или вольтижеры, батальоны же оставались в колоннах и строили боевой порядок в три линии, то есть могли возобновлять и продолжать бой. Третья линия составляла в руках старшего начальника резерв. С течением времени французы поняли важность в некоторых случаях огня залпами из сомкнутого строя и потому стали применять и развернутые батальоны. Так, в сражении при Тальяменто (1797 г.) полки первой линии построились, имея средний батальон в развернутом строю, а фланговые в батальонных колоннах; при Маренго (1800 г.) дивизия Дезе для атаки построилась уступами.
В стратегии произошёл полный переворот. Борьба шла уже не из-за какой-нибудь пограничной области. Компромисса быть не могло, борьба должна была кончиться полным разгромом врага. Когда Франция отразила первое нападение, то французские армии вторглись в неприятельские государства, чтобы уничтожить неприятельские армии и затем у вражеских столиц навязывать свою волю. Этому способствовала новая система снабжения. Содержание больших армий отягощало свою страну, что побуждало вторгаться в чужую; стоять долго на месте было нельзя, так как реквизиции истощают местные средства, требовалось двигаться дальше; отсюда быстрота действий, которой способствовала и подвижность армий, не обремененных обозами. Та же система реквизиций заставила, для удобства продовольствия войск, разбрасывать их на большом пространстве, а самостоятельность дивизий позволяла эту разброску.
Реквизиции, при неопытности в их организации, привели к грабежу, затем к падению дисциплины, и без того расшатанной революцией. В 1796 г. Наполеон Бонапарт решил поправить дело, присоединив к реквизиции магазинный способ довольствия, отдав исполнение реквизиций в руки особого ведомства и запретив заниматься ею самим войскам. Он не только поднял дисциплину, но получил возможность шире пользоваться местными средствами и устранил неудовольствие населения. Даже при остановках на несколько дней он довольствовал войска из магазинов, подготовленных заранее, и лишь благодаря им он мог, например, 7 месяцев оставаться с армией на тесном пространстве между реками Минчо и Адидже во время своего итальянского похода.
Переворот в военном искусстве, произведенный революцией, Наполеон Бонапарт продолжил, развил до конца. Успех оправдывал его действия. Народы Европы с изумлением смотрели на новую систему войны.
Наполеон обыкновенно вел наступательные войны, которым придавал характер сокрушительных вторжений в пределы врага с целью захватить или сокрушить его армии. Принужденный к обороне, он и ей придавал характер наступательной войны, удерживая за собою инициативу. Ко всякой войне он готовился тщательным образом, заблаговременно создавая не только соответствующие силы и средства, но и план действий. Пренебрегая второстепенными театрами военных действий, очищая иногда их даже вовсе от войск, он развертывал все силы на главном театре. Это стратегическое развертывание производилось, во избежание преждевременных ударов неприятеля, или в надлежащем расстоянии от последнего, или под покровительством оборонительных линий (развертывание на Майне и Рейне в 1805 г.), или под прикрытием назначенных для того отрядов и корпусов (Лефевр в 1809 г.). Прежде всего Наполеон старался разгромить вооруженные силы врага и лишь затем, при помощи быстрых маршей, овладеть пунктами и линиями, важными в стратегическом или политическом отношении, главным образом, столицами. Придавая сражениям решительный характер, Наполеон старался сосредоточить для этого возможно больше сил из числа бывших на театре военных действий. Стремясь сохранить за собою инициативу, Наполеон иногда с целой армией бросался в тыл превосходящего в численности неприятеля; во время второго наступательного движения австрийцев в Италии в 1796 г. этот смелый манёвр ему удался, но в последние дни кампании 1814 г. он остался без результата, благодаря решительности действий союзников.
При бое целой армии в руках Наполеона оставался сильный резерв. Наполеон обыкновенно лично разведывал расположение противника, оценивал значение различных пунктов позиции, группировку войск и затем намечал пункт или направление главной атаки. Иногда, уже во время боя (например, при Ваграме), он менял это направление в зависимости от обстановки. Передовые корпуса завязывали бой по всему фронту, причём часто проходило по несколько часов, пока Наполеон окончательно выяснял обстановку и намечал решающий удар. Демонстративными действиями против важных участков позиции противника (Удино и Макдональд под Бауценом в 1813 г.) Наполеон отвлекал его резервы от места главного удара и направлял туда свои резервы, успех действия которых подготовлялся артиллерией, сосредоточенной нередко в огромную батарею.
Обратив внимание на успешное действие русской артиллерии Кутайсова при Прейсиш-Элау и французской артиллерии Сенармона под Фридландом в решительные минуты, Наполеон ввел употребление артиллерийского резерва, принятое и другими европейскими армиями. Он же ввел и массирование артиллерии. Огромные батареи в 100—150 орудий (Лористона под Ваграмом, Друо и Дюлолуа под Лейпцигом) подготовляли успех атаки или прикрывали построение войск, предназначенных для удара.
Наполеон улучшил французскую кавалерию и увеличил её число. Но употребление масс конницы было у него не такое успешным, как у Фридриха, вследствие большей стойкости пехоты противника, встречавшей атаку уже не в слабом развернутом строю, а в сильных колоннах и каре, притом на пересеченной местности.

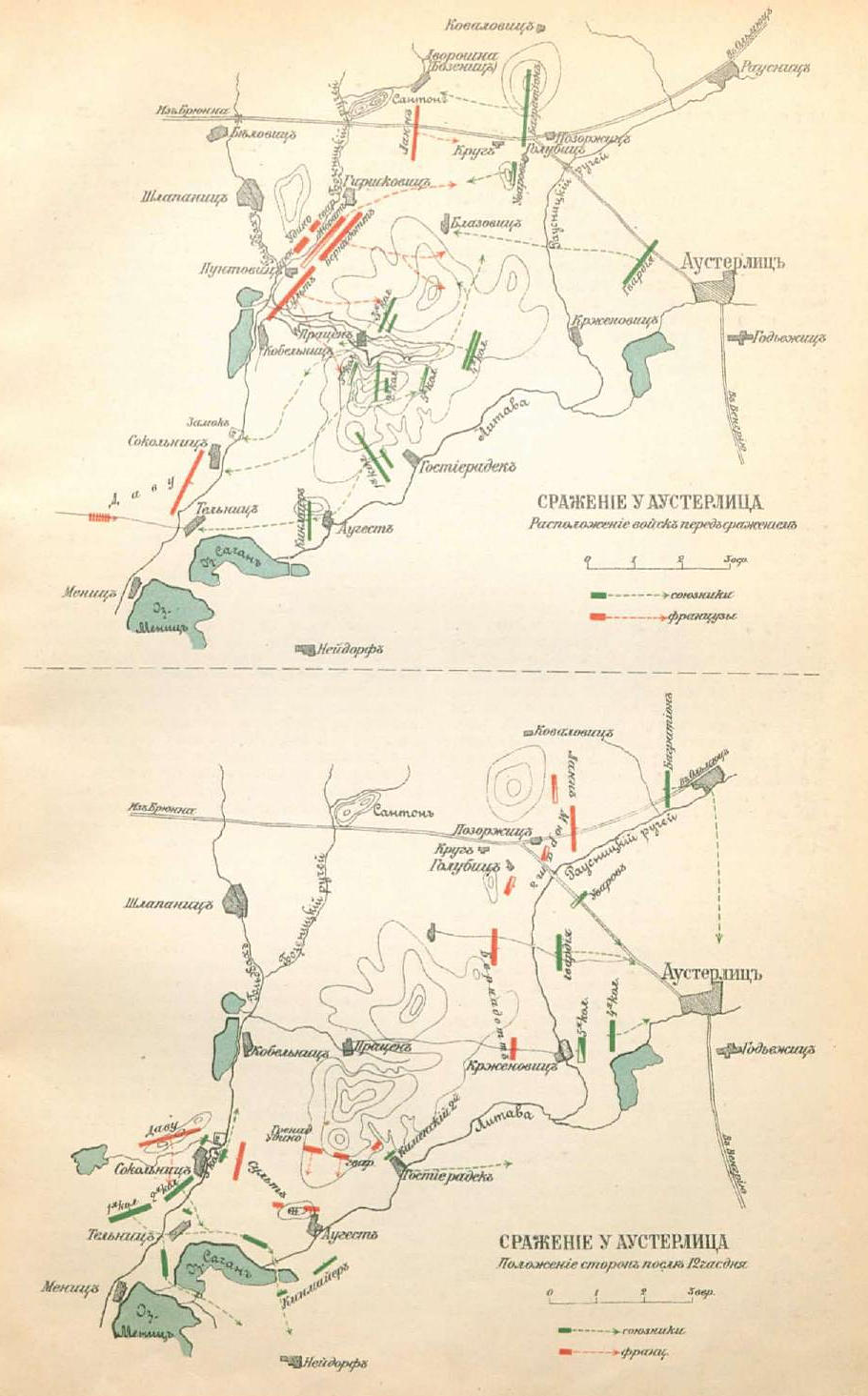
Карта битвы под Аустерлицем

Главный удар Наполеон наносил или во фланг, одновременно с действиями против фронта (Кастильоне, Фридланд, Бородино, Бауцен), или прибегал к прорыву центра, одновременно с действиями против фланга (Риволи, Аустерлиц, Асперн, Ваграм, Лейпциг). Только под Дрезденом Наполеон, не имея превосходства сил, повел атаку против обоих флангов, опираясь на хорошо укрепленный центр, вполне обеспеченный от прорыва.
Для нанесения удара по флангу Наполеон предпочитал стратегический обход, то есть уже заранее (на театре военных действий, а не на поле сражения) давал должное направление соответствующей массе войск. После победы Наполеон немедленно предпринимал энергичное преследование конницей, а затем и всей армией, не только на поле сражения, но и на театре военных действий.
С течением времени начала наполеоновского военного искусства проникли в армии его противников и понемногу усваивались ими. Начали применять глубокие боевые порядки (перпендикулярная тактика), резервы, массирование войск вообще и отдельных родов войск в частности, явилось стремление сосредоточить на поле сражения подавляющее превосходство сил (Лейпциг — «битва народов»). Противники выставили для борьбы с Наполеоном огромные армии, которые начали применять стратегические обходы (конец 1812 г., осенний поход 1813 г.), доведенные до тактического окружения (Березина, Лейпциг). Применение всех средств было не такое искусное, как у Наполеона, однако, в 1813 г. он сам вынужден был сказать: «Эти скоты кое-чему научились». Много нового появилось в России во время Отечественной войны 1812 года: применялось уклонение от сражений с превосходящими силами неприятеля, отступление в глубь опустошенной страны на свои резервы, народная война, вынуждение противника ослабить себя для обеспечения тыла, охват сообщений неприятеля партизанами, своевременный и решительный бой под Малоярославцем с целью принуждения Наполеона отступать по разоренному краю, наконец, неотвязное параллельное преследование, приведшее к Березине.
Опыт наполеоновских войн был осмыслен такими выдающимися военными теоретиками как Клаузевиц и Жомини. Их труды существенно повлияли на дальнейшее развитие военного искусства.
XIX век характеризовался сильным развитием техники вообще и военной, в частности. В 1847 году была изобретена пуля Минье, облегчившее заряжание нарезных ружей (винтовок), что позволило вооружить ими всю пехоту. Нарезное оружие имело значительно большую дальность стрельбы, чем гладкоствольное.
Первое применение нарезного оружия в большом масштабе произошло во время Крымской войны 1853—56 гг., причём русские войска, вооруженные, в основном, гладкоствольными ружьями оказались в беспомощном положении: поражаемые издали пулями противника, они стремились сойтись для рукопашного боя или на близкое расстояние, достаточное для их ружей, но враг отходил и продолжал почти безнаказанно расстреливать их. Французы весьма успешно применяли рассыпной строй, столь соответствующий новому оружию, зарождался уже у них и строй поротно; британцы действовали в длинных линиях развернутого строя и всё-таки несли гораздо меньше потерь, нежели русские.
Стратегическое искусство русских стояло также низко; например, в отношении сосредоточения сил к решающему пункту в решающий момент оказалось, что из 1.300.000 человек, бывших в 1854 году под ружьем, русские сосредоточили к сражению при Альме всего 33.600 человек. Зато союзники показали образцовый пример совместных действий сухопутной армии и флота, причём первоначальный десант был высажен в составе 63 тыс. человек, тогда как теория того времени допускала не более 30 тыс.
Во время австро-итальяно-французской войны 1859 г. обе стороны были вооружены нарезными ружьями. Артиллерия у австрийцев была гладкостенной, у французов — нарезная, заряжающаяся с дула. Французы рассыпали густые цепи и старались атаковать; австрийцы действовали оборонительно, но высылали весьма редкие цепи и настолько далеко от сомкнутых подкреплений (колонны вне сферы выстрелов), что цепи не могли вовремя получать поддержки. Французские цепи бегом без выстрелов приближались, ложились, стреляли и затем атаковали в штыки, и австрийская редкая цепь сдавала. 

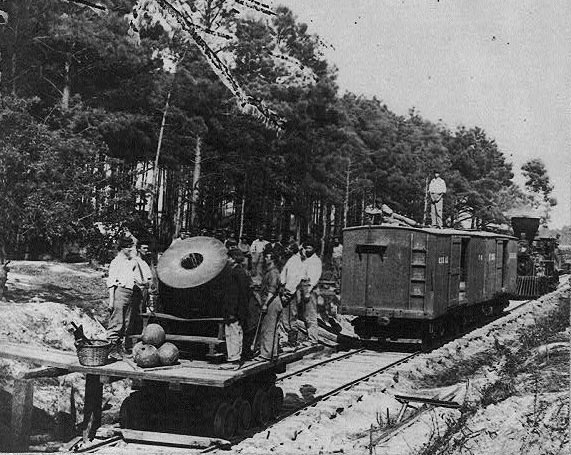
13-дюймовая мортира «Диктатор» во время осады Петерсберга, 1865 г.

Гражданская война в США в 1861—65 гг. резко выявила могущество нарезного оружия и важное значение полевой фортификации. Это выразилось в формуле «Траншея, обороняемая двумя шеренгами стрелков, неодолима». Тогда же для перевозки войск и припасов стали активно применяться железные дороги, а для связи — телеграф. Все действия армий были прикованы к линиям железных дорог. Вместе с тем, железнодорожные сообщения легко прерывались кавалерией. Кавалерия, разрушая в тылу неприятеля железные дороги и телеграфные линии, перехватывая почту, нападая на транспорты, уничтожая склады,  кроме материального вреда, своими набегами привлекала на себя массы неприятельских сил и тем облегчала наступательные действия войск или отклоняла готовящийся удар. Такие действия на сообщения производились отрядами в несколько тысяч человек. Противодействовать им можно было только подобным же употреблением конницы. Однако, посылая конницу в набег, армия рисковала во время сражения остаться без её содействия. Американские кавалеристы предпочитали при атаке врываться в неприятельские ряды с револьвером в руке, которым владели превосходно.
Австро-прусская война 1866 г. разрешила вопрос относительно тактики огня (Feuertaktik) и тактики холод. оружия (Stosstaktik). Ввиду того, что в 1859 г. австрийцы потерпели неудачу с тактикой огня, они из одной крайности бросились в другую: обратились исключительно к атаке колоннами, но и тут не подготовились доводить атаку до конца; они стратегически оборонялись, а тактически наступали, но без достаточной подготовки ружейным огнем, один же артиллерийский огонь не мог потрясти неприятельскую пехоту.
Пруссаки, напротив, стратегически наступали; а тактически наступали или оборонялись, смотря по надобности. Они использовали новое оружие: игольчатые ружья Дрейзе и нарезные казнозарядные пушки. При обороне первая прусская линия (ротные колонны со стрелками впереди) располагалась на закрытой позиции, а сзади становились резервы в батальонных или полубатальонных колоннах. Когда обозначался пункт, угрожаемый атакой, туда выдвигались ротные колонны, которые развертывались и открывали беглый огонь. Австрийцы большей частью не выдерживали этого огня, а между тем прусские резервы выдвигались и охватывали их с фланга.
При наступлении двигался тот же боевой порядок. Стрелки, после непродолжительной пальбы, подходили к неприятелю группами, залегали и открывали огонь. Командиры подтягивали резервы к цепи, которая усиливала огонь и отдельными группами приближалась к неприятелю. Резервы, где возможно, выдвигались против неприятельских флангов, давали несколько залпов, и весь боевой порядок устремлялся бегом с ружьем на правом плече и с криком «ура». Подкрепления австрийцев отстояли далеко и не успевали дать отпора; пруссаки преследовали отступавших огнем.
В стратегии пруссаки выказали (на Богемском театре) пристрастие пользоваться наружными линиями действий; австрийцам же представлялся случай действовать по внутренним, но на это у них не хватило искусства.
Во время франко-прусской войны 1870—71 гг. превосходящие числом французов германские армии неожиданно повели быстрое наступление. Как и в 1866 г., немцы пользовались для наступления наружными линиями.
В бою французы с хороших позиций открывали огонь густыми цепями на дальнее расстояние, столь частый, что солдаты сравнивали его с кофейной мельницей. Он наносил потери, но не мог остановить подход противника на расстояние хорошего выстрела, с которого завязывался сильный и продолжительный огнестрельный бой.
При наступлении (на близких расстояниях перебежками) немецкие цепи постоянно усиливались подкреплениями из глубины боевого порядка, причём перемешивались солдаты не только разных рот, но иногда полков и дивизий, вследствие чего управление сильно затруднялось. В последнюю минуту перед ударом пехота вытягивалась в две тонкие беспорядочные линии, напоминая по внешности построение времен линейной тактики. Удар сопровождался охватом или обходом фланга, что в конце концов и доставляло успех немцам, обыкновенно значительно превосходившим числом.
Французская артиллерия, несмотря на заветы Наполеона, раздроблялась и потому быстро принуждалась к молчанию. У немцев артиллерия следовала в голове походных колонн, развертывала в самом начале боя огромные массы, служила устоем всему боевому порядку и участвовала во все периоды боя.
Полевое инженерное искусство применялось слабо, но где оно применялось, там приносило большую пользу: немецкие атаки против окопов сопровождались огромными потерями (Гравелот).
Крепостей у французов было множество, но они не отвечали требованиям времени и отвлекали от полевых армий массу войск для гарнизонов; но всё же они принесли ту пользу, что немцам, с целью открыть беспрепятственное движение по железным дорогам, пришлось иметь дело с 28 крепостями и потратить время и силы на овладение ими. Но большинство крепостей оказало ничтожное сопротивление: 12 крепостей взяли одним бомбардированием. Только Бельфор, превращенный в укрепленный лагерь и обороняемый активно, не сдался до конца войны; Туль ненадолго задержал приступ к осаде Парижа, а для обхода Вердена немцам пришлось построить обходную железнодорожную ветку.
Русско-турецкая война 1877—78 гг. подтвердила один из основных принципов стратегии — необходимость крайнего напряжения сил с самого начала. При начале войны были двинуты на Балканы недостаточные русские силы: потом пришлось исправлять эту ошибку посылкой новых войск, однако, уже после полученных горьких уроков. Война выявила огромное значение окопов, так что лопату стали считать снаряжением, столь же необходимым воину, как и ружье, и ввели шанцевый инструмент в постоянное снаряжение солдата (малые лопаты). До этой войны перебежки при наступлении признавались необходимыми, но не более чем на 100 шагов, однако война показала совсем другое: перебежки пришлось начинать с больших расстояний и в один раз перебегать даже до 500—600 шагов.
После русско-турецкой войны в Европе наступил долгий мир, нарушенный только небольшими вспышками — сербо-болгарской и греко-турецкой войнами, не давшими ничего для развития военного искусства, которое всё же продолжало развиваться под влиянием развития военной техники; европейские державы обратились к колониальным войнам.

### Военное искусство XX и XXI веков
Англо-бурская война 1899-1902 годов стала первым вооруженным конфликтом XX века, продемонстрировавшим, что начинается новая эпоха в истории войн. Попытки британских войск на первом этапе войны действовать по правилам европейского военного искусства XIX века (фронтальные атаки пехоты, стремление навязать противнику штыковой бой) заканчивались неудачно. Буры вели сильный и меткий огонь из укрытий, отступая перед штыковым натиском британцев. Они отступали, переходя с позиции на позицию, сосредоточиваясь к выгодным центрам обороны, действуя по внутренним линиям и нападая на коммуникационные линии британских войск. После захвата британцами Претории буры развернули партизанскую войну.
Во время русско-японской войны 1904-05 годов обе стороны впервые достаточно широко применили пулемёты, активно использовали окопы. Сражения разворачивались на фронтах невиданной до того длины, так, Мукденское сражение происходило на фронте протяженностью около 150 километров.
В Первую мировую войну 1914-18 годов были вовлечены невиданные ранее людские массы, многомиллионные армии. Участники войны применяли такие технические новшества как авиация, танки, автомобили, бронеавтомобили, миномёты, огнемёты, отравляющие газы, ручные пулемёты, автоматические винтовки, пистолеты-пулемёты, полевой телефон, радио.
В начале войны все основные участники придерживались наступательной стратегии. Крепости Бельгии (Льеж, Намюр, Антверпен) не оправдали возлагавшихся на них надежд и были быстро взяты немцами. Однако уже в сентябре 1914 года французам удалось остановить немцев в сражении на Марне. Немцы перешли к обороне. Линия окопов и заграждений из колючей проволоки протянулась на 700 км от Северного моря до германо-швейцарской границы. Война на Западном фронте стала позиционной и превратилась в войну на истощение. В конце 1915 года война на Восточном фронте также стала позиционной.
В битвах при Вердене и на Сомме (1916 год) наступающие несли огромные потери, но им так и не удавалось добиться значимых успехов. Многодневная артподготовка указывала обороняющимся место планируемого наступления. Обороняющиеся подтягивали резервы и отражали наступление.
Общество и экономика воюющих стран были мобилизованы для тотальной войны. Война на истощение включала блокаду Германии британским флотом и использование Германией подводных лодок против торгового судоходства противников.

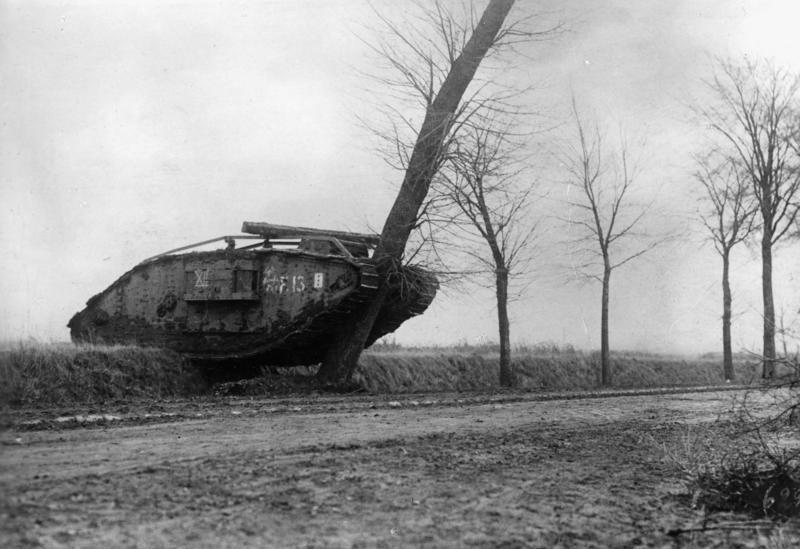
Битва при Камбре. Британская танковая атака

Военные обеих сторон искали пути выхода из «позиционного тупика». Британцы применили для этого новый вид вооружения — танки. Впервые они были массово применены в битве при Камбре в ноябре 1917 г. и позволили прорвать фронт. Но успех развить не удалось. Немцы в 1917 г. создали специальные «штурмовые батальоны» для применения тактики инфильтрации. Атаки «волн» стрелковых цепей были заменены групповой тактикой. Российские войска в 1916 году успешно осуществили Брусиловский прорыв, применив наступление на нескольких участках фронта одновременно и сократив время артподготовки, но наступление, в конце концов, захлебнулось.
В конечном итоге Германия и её союзники потерпели поражение в результате истощения людских и материальных ресурсов. Армия и население были деморализованы затяжной войной, в ноябре 1918 года в Германии произошла революция и Германия капитулировала.
В 1920-е — 1930-е годы военные различных стран разрабатывали способы применения новых родов войск — авиации и танковых войск. Итальянский генерал Джулио Дуэ в своей программной книге «Господство в воздухе» в 1921 году писал, что решить исход войны может и должна бомбардировочная авиация. Сухопутные войска при этом должны были удержать противника на границе страны и оккупировать его территорию после того, как воздушными бомбардировками он будет принужден к сдаче. Британский генерал Джон Фуллер был теоретиком ведения войны «малыми профессиональными армиями», оснащенными новейшей техникой, прежде всего танками. Германский генерал Гейнц Гудериан тоже был теоретиком танковой войны. Он выступал за создание соединений танков и мотопехоты для нанесения ударов в глубину расположения противника. В СССР также разрабатывали теорию «глубокой операции».
Идеи Гудериана стали основой для концепции блицкрига, успешно применявшейся немецким вермахтом в начале Второй мировой войны 1939-45 годов. Соединения танков и мотопехоты при поддержке пикирующих бомбардировщиков Ю-87 прорывались в тыл противника и окружали группировки его войск.

Карта контрнаступления под Сталинградом (операция «Уран») с 19 ноября по 24 декабря 1942 года.

Но, начиная с контрнаступления под Сталинградом в ноябре 1942 года, тот же приём неоднократно с успехом применялся и советскими войсками.
В целом же, хотя Вторая мировая война была значительно более маневренной, чем Первая мировая, Вторая мировая война была всё же также во многом войной на истощение и Германия и её союзники потерпели поражение также, во многом, в результате истощения людских и материальных ресурсов. Этому способствовали стратегические бомбардировки, осуществлявшиеся британо-американской авиацией, а также завоевание союзниками по антигитлеровской коалиции господства в воздухе.
Ядерное оружие, имеющее огромную разрушительную силу, и применённое США в августе 1945 г. против Японии, стало причиной очередной революции в военном деле.
Во время начавшейся Холодной войны США и их союзники уступали по численности вооруженных сил СССР и его союзникам, но руководство США и их союзников в случае войны с СССР надеялось одержать победу в результате ядерной бомбардировки территории СССР с применением стратегической авиации. Позднее появились баллистические ракеты с ядерными боеголовками, защититься от которых было значительно сложнее, чем от бомбардировщиков.
Кроме того, военные как США, так и СССР готовились к применению ядерного оружия непосредственно на поле боя.
После 1945 года ядерное оружие ни разу не применялось, однако его наличие у США, а затем и у СССР, стало одним из главных факторов, предотвративших прямое военное столкновение между ними.
Одним из наиболее крупных вооруженных конфликтов эпохи Холодной войны стала Корейская война 1950-53 годов. В сентябре 1950 года войска США нанесли успешный фланговый контрудар (Инчхонская десантная операция), что позволило освободить Южную Корею от северокорейских войск. Но затем в войну вмешалась КНР, она стала позиционной и завершилась компромиссным миром.
Высокий уровень военного искусства был продемонстрирован вооруженными силами Израиля в Шестидневной войне 1967 года и Войне Судного дня 1973 года. Вооруженные силы Израиля уступали по численности вооруженным силам его противников (Египта и Сирии), однако в обоих случаях быстро одержали победу над ними.
После 1945 года армии европейских колониальных держав неоднократно вели контрпартизанскую войну против национально-освободительных движений в колониях (Война за независимость Индонезии, война за независимость Вьетнама, Лаоса и Камбоджи, война за независимость Алжира, Колониальная война Португалии). Также США и СССР вели контрпартизанские войны, защищая правительства своих союзников от поддерживаемых из-за рубежа повстанцев (Вьетнамская война, Афганская война). Во всех этих случаях контрпартизанскую войну пришлось прекратить, не добившись победы над повстанцами, которые пользовались поддержкой местного населения и умело использовали свойства местности (джунгли, горы).
В начале 1980-х годов в результате появления высокоточного оружия в США была разработана концепция воздушно-наземной операции. Эта концепция была успешно применена в 1991 году во время Войны в Персидском заливе. Эта война, так же, как и вторжение войск США и Великобритании в Ирак в 2003 году, убедительно продемонстрировали превосходство военного искусства и вооружения вооруженных сил США.
Однако затем США и их союзники были втянуты в затяжные контрпартизанские войны в Ираке и в Афганистане.
Контрпартизанские асимметричные войны против негосударственных вооруженных формирований являются в настоящее время преобладающим типом вооруженного конфликта. Победа в них возможна лишь в результате сочетания военных и политических методов.

### Энциклопедии
- Военное искусство // Военная энциклопедия : [в 18 т.] / под ред. В. Ф. Новицкого … [и др.]. — СПб. ; [М.] : Тип. т-ва И. Д. Сытина, 1911—1915.
- История военного искусства // Военная энциклопедия : [в 18 т.] / под ред. В. Ф. Новицкого … [и др.]. — СПб. ; [М.] : Тип. т-ва И. Д. Сытина, 1911—1915.
- Большая советская энциклопедия (БСЭ), Третье издание, выпущенной издательством «Советская энциклопедия» в 1969 — 1978 годах в 30-ти томах;
- Военное искусство // Вавилон — «Гражданская война в Северной Америке» / [под общ. ред. Н. В. Огаркова]. — М. : Военное изд-во М-ва обороны СССР, 1979. — (Советская военная энциклопедия : в 8 т. ; 1976—1980, т. 2).;
- Военный энциклопедический словарь (ВЭС), М., ВИ, 1984 год, 863 стр. с иллюстрациями (ил.), 30 листов (ил.);
- «Эволюция военного искусства», в 2-х частях (Еволюція воєнного мистецтва): у 2 ч. / Д. В. Вєдєнєєв, О. А. Гавриленко, С. О. Кубіцький та ін.; за заг. ред. В. В. Остроухова. — К.: Вид-во НА СБУ, 2017
- [militera.lib.ru/science/tactic/index.html Тактика — М.: Воениздат, 1987.]

### Мемуары
- Л. И. Брежнев, «Воспоминания», М.: Политиздат, 1982 год.